# Saxifraga biflora
Saxifraga biflora es una especie de planta fanerógama perteneciente a la familia Saxifragaceae. Es originaria de Europa.

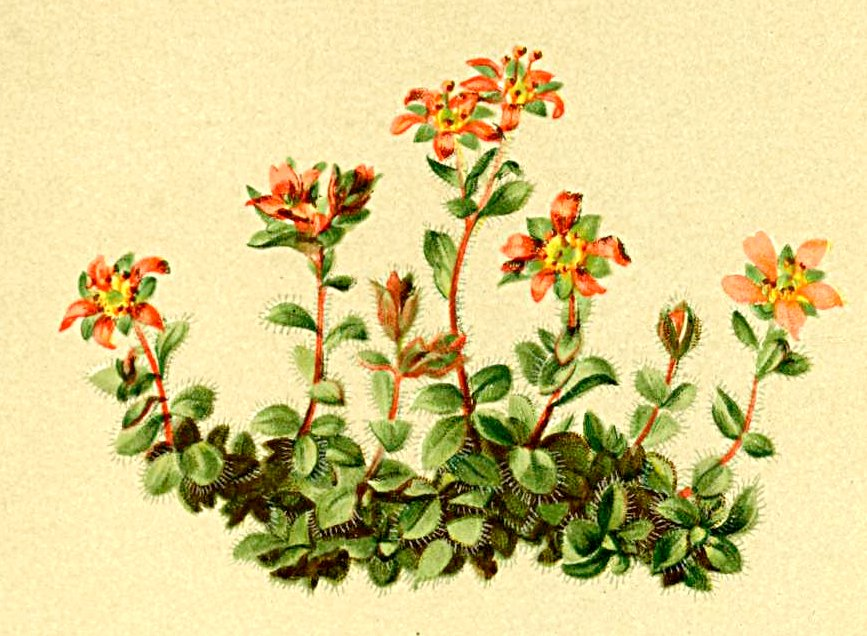
Ilustración

## Descripción
Es una planta perenne,  herbácea que alcanza un tamaño, incluyendo las inflorescencias de 3-25 cm de altura. Los tallos son postrados a ascendentes. Las hojas opuestas  son regordetas, redondeadas, con un diámetro de no más de aproximadamente 4 mm casi circular. Miden 5-9 mm de largo y 3-6 mm de ancho, que a menudo son de color rojo.
El período de floración es entre julio y agosto. Las floeres de color púrpura oscuro tienen de dos a seis (u ocho) en un tallo. Los sépalos son cortos ciliados glandulares en el borde y 2-4 mm de largo. Los estambres son más cortos que los pétalos. Las anteras son de color naranja-amarillo. Los pétalos son lanceoladas a obovadas, de 4-10 mm de largo, de color púrpura-rosa a púrpura, raramente blanco. El ovario es casi completamente inferior, con amplia disco. El fruto es globoso en forma de cápsula de 4-6 mm de largo. Las semillas son ovoides, 1-1.2 mm de largo y marrón. La especie tiene el número de cromosomas 2n = 26.

## Distribución y hábitat
Se encuentra casi exclusivamente en las elevaciones más altas de los Alpes Centrales (Austria, Suiza, Italia, Francia). Crece en húmedos fondos de escombros finos y en suelos descalcificados.

## Taxonomía
Saxifraga biflora fue descrita por Carlo Allioni y publicado en Auctarium ad Synopsim Methodicam Stirpium Horti Reg. Taurinensis 34. 1773.

#### Etimología
Saxifraga: nombre genérico que viene del latín saxum, ("piedra") y frangere, ("romper, quebrar"). Estas plantas se llaman así por su capacidad, según los antiguos, de romper las piedras con sus fuertes raíces. Así lo afirmaba Plinio, por ejemplo.
biflora: epíteto latíno que significa "con dos flores"

#### Sinonimia
- Antiphylla biflora (All.) Haw.
- Evaiezoa biflora (All.) Raf.
- Saxifraga hornungii Shuttlew.[4]

#### Híbridos
- Saxifraga × kochii[5]